# König’sche Häuser

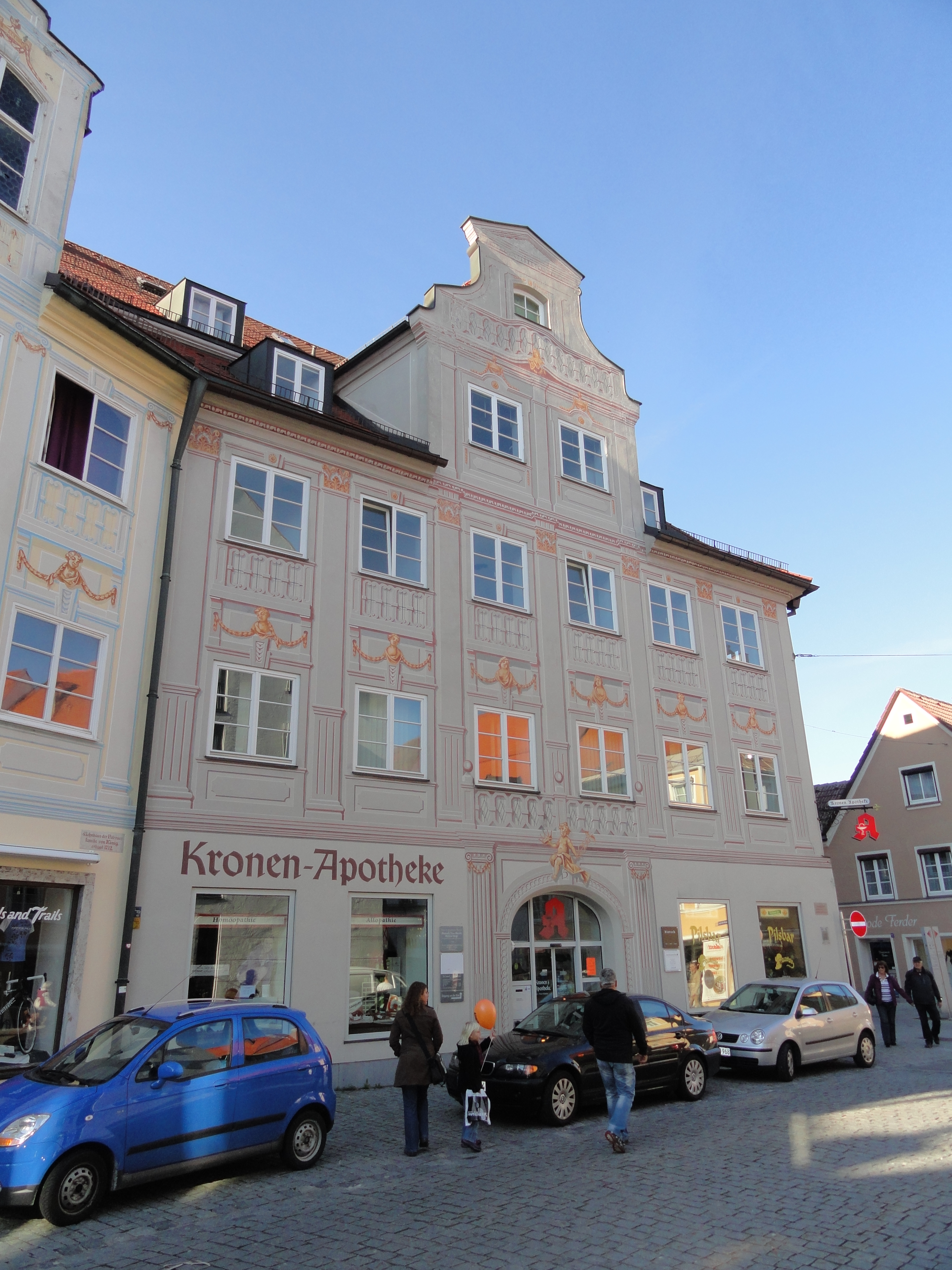
Haus Nr. 31
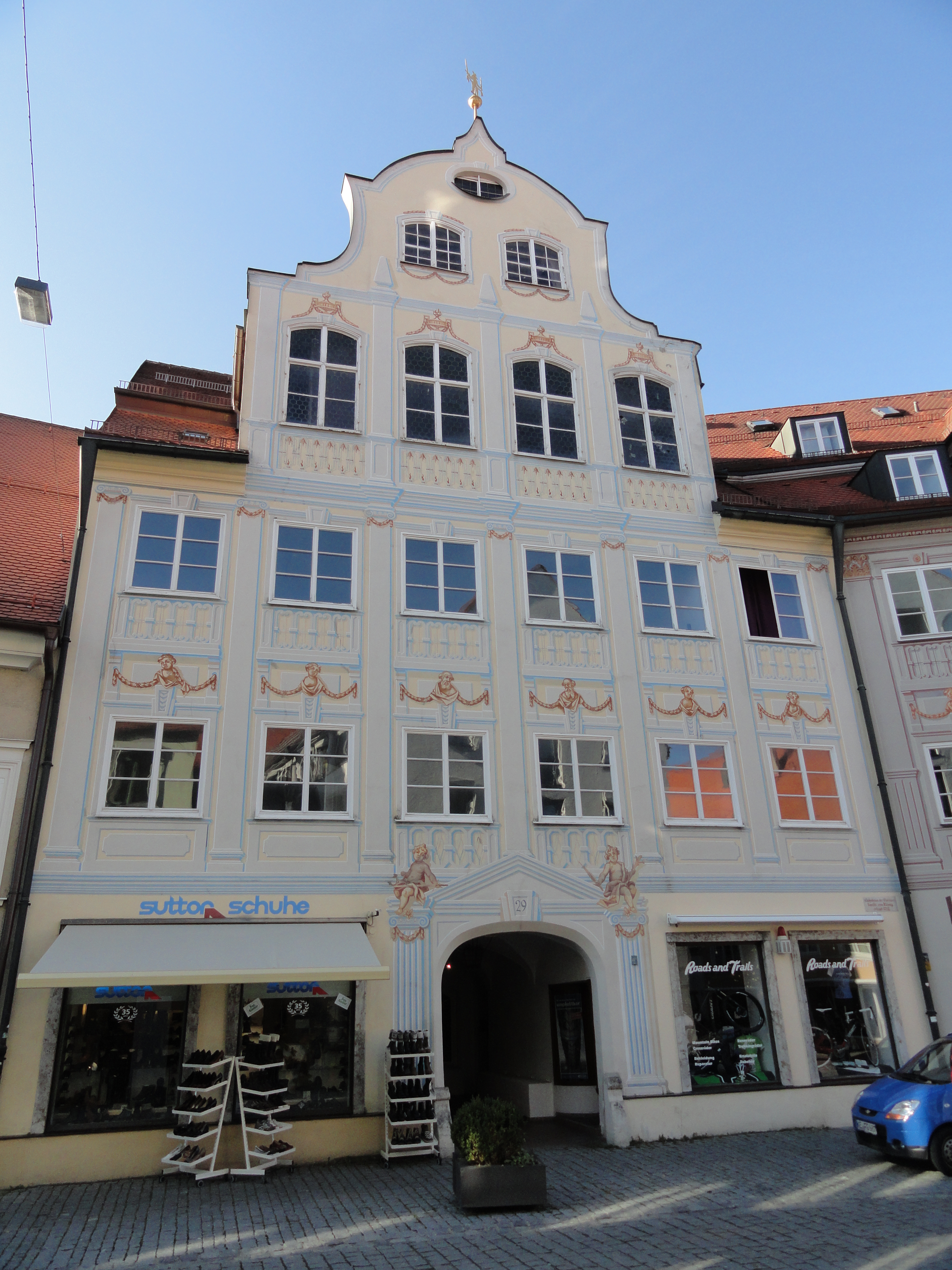
Haus Nr. 29

Die König’schen Häuser (historisch aufgeteilt auch Kronenapotheke und Gasthaus zum Windhund) sind zwei große, denkmalgeschützte Bauwerke in der Nähe des alten Rathauses an der Kronenstraße in Kempten. Die heutige Adresse lautet Kronenstraße 3 und 5.

## Beschreibung und Geschichte
In der Substanz handelt es sich um zwei dreigeschossige Gebäude mit hohen Zwerchhäusern und geschwungenen Giebeln.

### Haus Nr. 29
Haus Nr. 29 wurde auf der Grundlage eines Hauses des 16. Jahrhunderts um 1712 erbaut und nach einem Brand 1741 wiederhergestellt. Die bemerkenswerten Fassadenmalereien wurden in der Mitte des 18. Jahrhunderts gemalt und um 1900 erneuert. Im Inneren befindet sich ein Rokokostuck auf 1740/50.

### Haus Nr. 31
Beim Haus 31 handelt es sich heutzutage um die Kronenapotheke, ursprünglich nannte man das Gebäude „Gasthaus zum Windhund“. 1771 wurde das Gasthaus im Auftrag des Bürgermeisters Johann Georg König umgebaut. Die Gestaltung der Außenfassade stammt aus dem Jahr 1771 und wurde später dem Haus 29 angepasst. In den Räumlichkeiten befindet sich aus gleichem Zeitraum ebenfalls Rokokostuck.